# Chitonahua
El pueblo chitonahua, también conocido como murunahua, forma parte de un complejo sociocultural que antiguamente estuvo conformado por una serie de grupos locales, cuyas lenguas formaban parte de la familia lingüística Pano. Si bien este pueblo indígena se distingue de los demás pueblos nahua, tienen un origen y patrones culturales comunes con pueblos como los mastanahua, sharanahua o yaminahua.
El pueblo chitonahua es uno de los pueblos en situación de aislamiento y en situación de contacto inicial que habitan la Amazonía peruana, y se ubica en el ámbito de la Reserva indígena Murunahua, en Ucayali. De acuerdo con el Estudio Técnico de la Reserva territorial Murunahua del año 1995, se estimaba la población chitonahua en 100 personas.
Algunas familias chitonahua en situación de contacto inicial viven en comunidades yaminahua del Yuruá, en el anexo San Pablillo de la comunidad nativa San Pablo; en la comunidad nativa Alto Esperanza del pueblo amahuaca, en el río Alto Inuya; así como en la comunidad nativa Nueva Victoria del pueblo asháninka, ubicada en la zona de Breu.

## Historia
Se conoce que la forma de vida y el patrón de asentamiento de los chitonahua ubicados en la cuenca del río Ucayali se vieron influenciadas por la presencia de población foránea desde el siglo XVIII. Esta influencia se intensificaría durante la época de auge de la extracción del caucho que, desde mediados del siglo XIX, atrajo a población peruana y brasileña hacia las zonas habitadas por los chitonahua y pueblos vecinos.
En la década de 1870, el gobierno peruano abrió atracaderos por los que empezaron a transitar hacia las cabeceras de los ríos Yurúa y Purús miles de personas desde las cuencas de los ríos Urubamba y Ucayali, dedicadas principalmente a la explotación de especies de shiringa y caucho, abundantes en zonas interfluviales. Se conoce que, en esta época, el alto río Yurúa concentraba una población estimada en 7000 u 8000 chitonahuas. Además, un grupo de chitonahuas vivía en la zona del alto río Purús (Townsley 1994).
Los enfrentamientos con los caucheros y las epidemias que resultaron de los contactos e intercambios con población foránea, causaron la muerte de muchos chitonahua y obligaron a una parte de ellos a desplazarse hacia zonas más alejadas.
Después de 1915, los caucheros abandonaron la zona y dejaron a los chitonahua, como a grupos cuya lengua formaba parte de la familia lingüística Pano, casi como los únicos habitantes. No obstante, a partir de 1930 empezó a migrar población dedicada a la extracción de la madera, afectando de manera importante los patrones de asentamiento y sistemas de subsistencia de los pueblos.

## Instituciones sociales, económicas y políticas
Los avistamientos de grupos en situación de aislamiento o el descubrimiento de restos de su paso, nos permiten estimar algunas características de la organización social de los chitonahua. Por ejemplo, se conoce que cada parcialidad o grupo está liderada por un hombre joven o anciano, que conoce el ecosistema y los recursos del territorio. Además, su economía de subsistencia se basa en la caza, pesca, recolección y agricultura (INDEPA 2012).
De acuerdo con la Dirección de Pueblos Indígenas en Aislamiento y Contacto Inicial, los chitonahua acostumbran construir malocas de gran tamaño y de forma redonda erigidas en las partes altas, siempre bajo la sombra de árboles. El techo tiene forma cónica de grandes dimensiones y cubiertos por hojas secas de palmera shapaja o Yarina.
Además, se desplazan por toda la reserva territorial Murunahua y fuera de ella, en los territorios de las comunidades nativas y hasta las cabeceras del río Envira en el Brasil, con el fin de satisfacer sus necesidades de consumo a través de la pesca, la caza y la recolección. Adicionalmente, en estos recorridos suelen abastecerse de ciertas herramientas en las comunidades aledañas. También construyen tambos provisionales conocidos como "masaputes", en los que duermen cuando se encuentra desplazándose a través de su territorio.